# Osteocephalus leoniae
Osteocephalus leoniae är en groddjursart som beskrevs av Karl-Heinz Jungfer och Lehr 200. Osteocephalus leoniae ingår i släktet Osteocephalus och familjen lövgrodor. IUCN kategoriserar arten globalt som livskraftig. Inga underarter finns listade i Catalogue of Life.